# Lauwin-Planque
Lauwin-Planque är en kommun i departementet Nord i regionen Hauts-de-France i norra Frankrike. Kommunen ligger i kantonen Douai-Sud-Ouest som tillhör arrondissementet Douai. År 2022 hade Lauwin-Planque 1 593 invånare.

## Befolkningsutveckling
Antalet invånare i kommunen Lauwin-Planque
| Referens: INSEE |